# Georg Peter Schultz
Georg Peter Schultz (pol. Jerzy Piotr Schultz, ur. 1680 we Frankfurcie nad Odrą, zm. 1748 prawdopodobnie w Lubawie) – toruński uczony, redaktor czasopism. Należał do najważniejszych przedstawicieli wczesnego Oświecenia w Polsce, jako czołowy organizator i reprezentant życia naukowego Rzeczypospolitej pierwszej połowy XVIII wieku.

## Młodość i wykształcenie
Jerzy Piotr Schultz urodził się we Frankfurcie n. Odrą jako syn profesora prawa i rektora tamtejszego uniwersytetu, Piotra Schultza oraz Christine Harnischen, córki kupca. Po edukacji prowadzonej przez ojca, w wieku 16 lat zapisał się 8 sierpnia 1696 r. na uniwersytet we Frankfurcie. W 1696-1698 studiował prawo, a w 1698 r. udał się na dalsze studia do Lipska, by następnie w rodzinnym mieście kontynuować studia w zakresie filozofii, prawa i medycyny. W 1702 r. uzyskał stopień magistra filozofii, a w 1703 r. doktora medycyny. Po studiach odbył podróż edukacyjną po Europie (Halle, Helmstedt, Brema, Hamburg, Groningen, Amsterdam, Rotterdam, Utrecht, Lejda) i nawiązał osobiste kontakty z wybitnymi uczonymi, jak: Piotr Bayle, Tomasz Crenius, Antoni van Leeuwenhoek .

## Profesor Gimnazjum Akademickiego
Po powrocie objął stanowisko profesora filozofii na uniwersytecie frankfurckim. Następnie w latach 1709-1711 był profesorem w Akademii Rycerskiej w Berlinie. W 1711 r. został prorektorem Gimnazjum Akademickiego w Toruniu i sprawował tę funkcję do 1742 r .
Schultz piastował w Toruniu urząd prorektora i prowadził wszechstronną działalność w latach 1711-1742. W długim okresie działalności dydaktycznej prowadził zajęcia z różnorodnych dziedzin wiedzy, zasługując tak rozmachem swej twórczości, jak i całą działalnością na miano wielkiego polihistora. Interesował się humanistyką, prawem, a także naukami ścisłymi i medycyną, która cieszyła się jego szczególnym zainteresowaniem. Schultz był uczonym laickim, reprezentantem poglądów wczesnego Oświecenia i dążył do przekształcenia programu szkoły w kierunku utylitarnym i bardziej nowoczesnym. Był nowatorski szczególnym nowatorem był w zakresie nauczania prawa (był pierwszym uczonym, który wykładał prawo narodów na terytorium Rzeczypospolitej). Przeszczepił do Torunia a pośrednio także do Rzeczypospolitej filozofię i podręczniki Christiana Wolffa, czołowego filozofa wczesnego oświecenia niemieckiego. Około 1720 r. prowadził także zajęcia eksperymentalne z zakresu fizyki oraz zagadnień biologiczno-medycznych.

## Wydawca i publicysta
Był twórcą i publicystą pierwszych „uczonych” czasopism toruńskich. Działalność czasopiśmiennicza Schultza należało do największych jego osiągnięć. Był twórcą pierwszego toruńskiego czasopisma naukowego „Das Gelahrte Preussen”, które zaczęło ukazywać się w październiku 1722 r. Było ono początkowo tygodnikiem, a następnie zmieniając nazwę i częstotliwość ukazywania się z miesięcznika na kwartalnik, dotrwało z trudem do końca 1725 r. Była to epoka, w której utrzymanie periodycznego wydawnictwa „uczonego” należało do przedsięwzięć szczególnie trudnych. „Das Gelahrte Preußen” informowało o życiu naukowym w Prusach Królewskich i w Rzeczypospolitej, zamieszczając zarówno materiały bibliograficzne, biograficzne, jak i przegląd nowości wydawniczych.
W okresie 1726–1731 publikował w Meletemata Thorunensia.  Kolejna próba czasopiśmiennicza Schultza to periodyk z lat 1728-1730 „Preußischer Todes-Tempel”, który w sztucznej, ale modnej ówcześnie formie tzw. dialogów zmarłych, był kontynuacją poprzedniego czasopisma. Obu tym czasopismom Schulz może zawdzięczać także miano jednego z twórców nowego gatunku piśmiennictwa w Polsce – recenzji naukowej.
W latach 1733–1734 redagował pierwszą toruńską gazetę, dwutygodnik „Neues der Welt”, która napotkała jednak na poważne przeszkody polityczne i stała się w rezultacie pismem mieszanym, informacyjnym, ale i „uczonym”; wychodziła 2 razy w tygodniu. Jako redaktor, autor i współpracownik licznych czasopism w Prusach Królewskich i w krajach niemieckich należał do osób szczególnie zasłużonych dla rozwoju życia naukowego epoki saskiej.
Wiele późniejszych inicjatyw wydawniczych Schultza było związanych z jego współpracą z braćmi Andrzejem i Józefem Załuskimi w latach trzydziestych i czterdziestych XVIII w. Załuscy inspirowali niektóre opracowania Schulza z zakresu historii polskiego prawa publicznego oraz byli mecenasami jego wydawnictw. Do najważniejszych publikacji Schultza należą: Commentarius de cancellariis Regni Poloniae..., dzieło o historii i kompetencjach urzędu kanclerza koronnego, oraz – opracowane wraz z profesorem z Elbląga Jerzym Danielem Seylerem – dzieje bezkrólewia i wojny po śmierci Augusta II o tron polski, pod ogólnym tytułem Alte und Neue Polnisch-Preußische Chronica, oder Kriegs- und Friedens-Geschichte...

## Schyłek życia
Jego poglądy i działalność wydawnicza powodowały, iż często narażał się na krytykę kół ortodoksyjnie luterańskich. Miało na to wpływ także jego życie: był dwukrotnie żonaty (2 razy owdowiał), unikał zagadnień teologicznych, nie stronił od uciech doczesnych oraz związał się blisko ze swoją katolicką służącą. Również jego kontakty z kręgami katolickimi, rozwijające się intensywnie od lat trzydziestych były niemile widziane w kręgach żarliwie luterańskich i nietolerancyjnych. Owocem narastającego konflikt Schultza z Radą Miasta był fakt, iż w 1738 r. po śmierci długoletniego rektora gimnazjum akademickiego Piotra Jaenichena, Rada nie powołała na rektora Schultza, lecz rozpoczęła poszukiwanie następcy poza Toruniem. Konflikt Schultza z władzami miasta będzie się rozwijał, aż do decyzji Rady w 1742 r., która zdymisjonowała Schulza, przyznając mu jedynie prawo do emerytury za długoletnią pracę. Oficjalnym powodem miał być wiek, wiadomo jednak, że był to jedynie pretekst. Schultz udał się pod opiekę ówczesnego biskupa chełmińskiego Andrzeja Stanisława Załuskiego, opuszczając Toruń. Przeszedł na katolicyzm i przebywał na zamkach biskupich w Starogrodzie i Lubawie, pod opieką kolejnych biskupów chełmińskich. Zmarł około połowy 1748 r. prawdopodobnie w Lubawie .

## Dzieła

### Własne
- (1724) Freymuthige Versprach über einige neue Sachen aus der gelahrten Welt insonderheit en Prussen, Toruń,
- (1738) Historia interregni novissimi et comitiorum in Prussia Polonica anno 1733 celebratorum, Gdańsk,
- (1742) Commentarius de cancellariis Regni Poloniae, Gdańsk[2],
- (1743) Commentarius de mareschalcis Regni Poloniae, Gdańsk[3],
- (1747) Commentarius de succamerario Regni Poloniae, Gdańsk,

### Redagowane
- (1743) Józef Andrzej Załuski, Programma litterarium ad bibliophilos, typothetas et bibliopegos, tum et quosvis liberalium artium amatores, Gdańsk, łacińskie tłumaczenie oryginału polskiego,
- (1762) wraz z Georgiem Danielem Seylerem, Alte- und neue Polnisch-Preussische Chronica, oder Kriegs- und Friedensgeschichte der polnisch-preussischen Lande und Städte, t. I-II, Frankfurt am Main.